# Cora confusa
Cora confusa är en trollsländeart som beskrevs av Kennedy 1940. Cora confusa ingår i släktet Cora och familjen Polythoridae. Inga underarter finns listade i Catalogue of Life.